# Dionisie Albu
Dionisie Albu (n. 1885, Hărău, județul Hunedoara – d. 1961, Hărău, județul Hunedoara) a fost un deputat în Marea Adunare Națională de la Alba Iulia, organismul legislativ reprezentativ al „tuturor românilor din Transilvania, Banat și Țara Ungurească”, cel care a adoptat hotărârea privind Unirea Transilvaniei cu România, la 1 decembrie 1918 :p. 193.

## Biografie
A făcut școala primară din satul Hărău, județul Hunedoara :p. 193.  

## Activitatea politică
Ca deputat în Adunarea Națională din 1 decembrie 1918, Dionisie Albu a fost delegat al Cercului electoral Deva :p. 193.